# Yanka Kupala
Yanka Kupala (en bielorruso: Янка Купала, Janka Kupała según la transliteración en łacinka), transcrito también con las formas Janka Kupala o Yanko Kupala (7 de julio de 1882 -25 de julio, en el calendario juliano- de 1882 - 28 de junio de 1942), es el seudónimo de Iván Daminíkavich Lutsévich (Іван Дамінікавіч Луцэвіч, Ivan Daminikavič Łucevič) fue un poeta bielorruso, considerado uno de los más importantes escritores en Idioma bielorruso del siglo XX.
Nacionalista probielorruso, intentó recuperar y promocionar esta lengua durante el siglo XX. Su mujer fundó un museo en Minsk dedicado a su memoria. En la ciudad de Hrodna se encuentra la Universidad Estatal de Yanka Kupala fundada en 1978.

## Biografía

### Primeros años
Kupala nació el 7 de julio de 1882 en Viázynka, gobernación de Minsk, Imperio ruso, un asentamiento hoy en el raión de Maladzyechna de la provincia de Minsk, Bielorrusia. Su familia era de orígenes aristocráticos, aunque los padres de Kupala hacían de campesinos arrendatarios en el asentamiento. Kupala nació, pues, en una familia de campesinos sin tierra. Yanka Kupala recibió la educación tradicional bielorrusa, y terminó sus estudios en el año 1898. Después de morir su padre en el año 1902, trabajó en varios trabajos temporales, incluyendo la de tutor, tendero, y registrador.

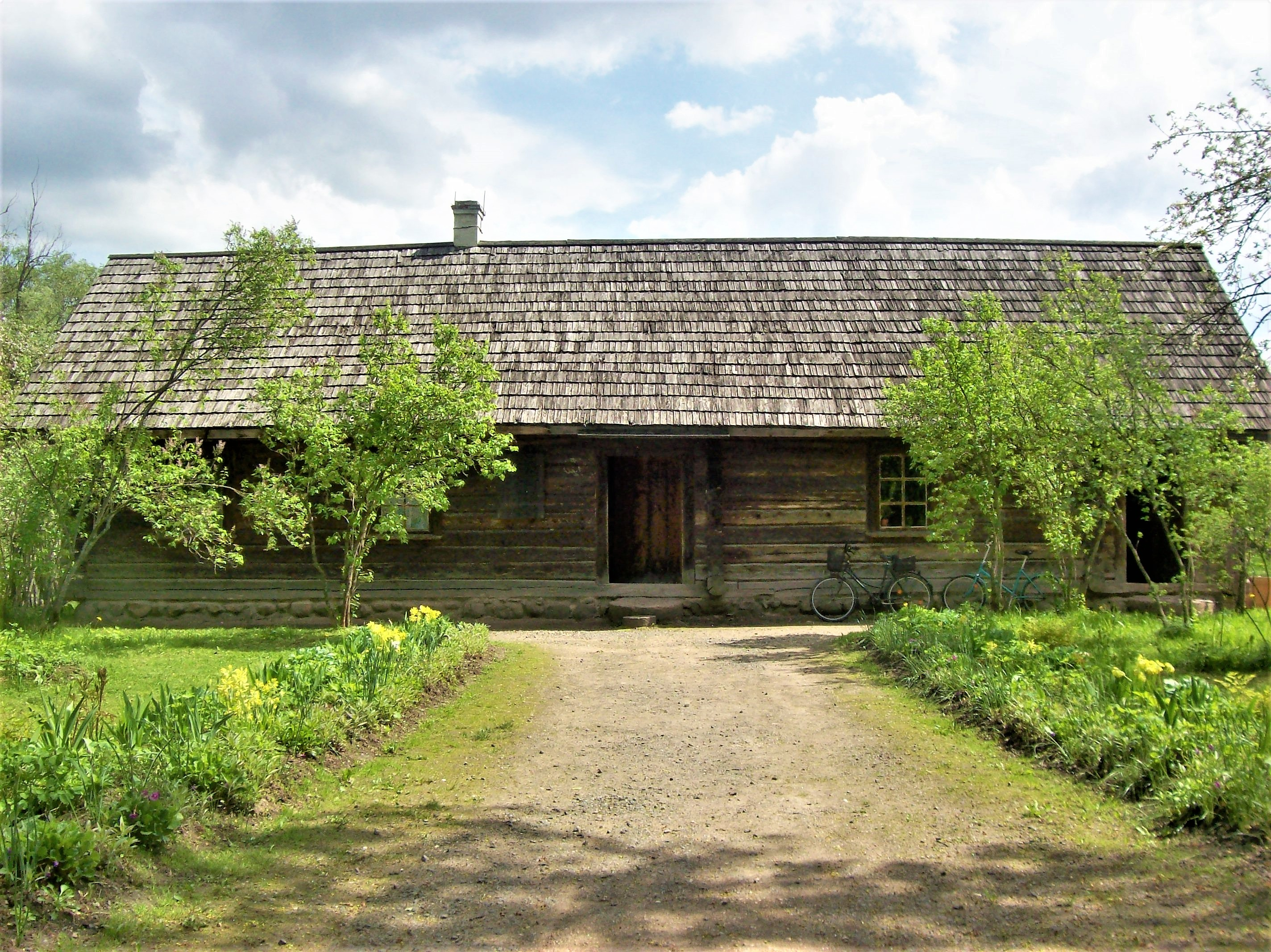
Casa donde nació Yanka Kupala

El primer intento literario serio de Kupala fue Ziarno, un poema sentimental en polaco que terminó hacia el 1903-1904 bajo el seudónimo de "K-a". Su primera obra en bielorruso, Mayá dolia (Мая доля), está fechada el 15 de julio de 1904. Su primer poema en ser publicado fue Muzhyk (Мужык, 'Campesino'), aproximadamente un año más tarde, apareciendo en bielorruso en el diario bielorruso rusófono Sévero-Západni Krai (Territorio del Noroeste) el 11 de mayo de 1905. Una serie de poemas posteriores aparecieron en el diario en bielorruso Nasha Niva entre 1906 y 1907.

### Vilna y San Petersburgo

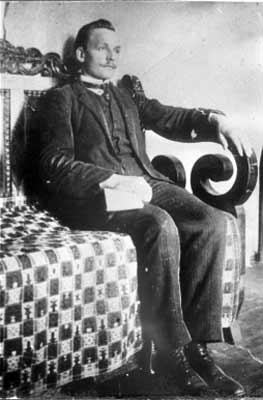
Yanka Kupala a San Petersburgo, 1909

Kupala dejó Bielorrusia para ir a Vilna en 1908, donde continuó su carrera como poeta. El mismo año, la primera colección publicada de sus poemas llamada Zhaleika (Жалейка, 'La pequeña flauta') provocó la ira del gobierno zarista, que ordenó confiscar el libro al considerarse como antigubernamental. La orden de arresto de Kupala fue revocada en 1909, aunque una segunda impresión volvió a ser incautada, esta vez por las autoridades locales de Vilna. Kupala dejó de trabajar por Nasha Niva para evitar arruinar la reputación del diario.
Kupala marchó hacia San Petersburgo en 1909. Al año siguiente, publicó varias obras, incluyendo el poema Adviéchnaya pesnia (Адвечная песьня, 'Canción eterna'), que apareció en formato libro en San Petersburgo en julio de 1910. Son na kurgane (Сон на кургане, 'Sueño en un kurgán'), acabado en agosto de 1910, simboliza la pobreza de la Bielorrusia de Kupala. En el año 1913, dejó San Petersburgo para volver a Vilna. De entre las influencias de Kupala durante la década de 1910 destaca Maksim Gorki.

### Período soviético
La escritura de Kupala hizo un cambio hacia un tono más optimista tras la Revolución de octubre de 1917. Entre las numerosas traducciones al bielorruso está el himno internacionalista-marxista La Internacional. Sin embargo, Kupala mantuvo sus contactos con los emigrados de la República Popular Bielorrusa de orientación nacionalista antisoviética, a quienes exhortó a unirse en el exilio en Checoslovaquia durante un viaje al extranjero en 1927. En casa, las autoridades recién establecerse en desconfiaban-a veces, las críticas de Kupala en la prensa se consideraban demasiado orientadas alrededor del nacionalismo. Este periodo se acabó cuando Kupala publicó una carta pública de disculpas a la década de 1930.
Kupala fue condecorado con la Orden de Lenin en 1941 para la colección poética Ad sertsa (Ад сэрца, 'De todo corazón').
Con la ocupación de Bielorrusia por la Alemania nazi en 1941, y estando muy enfermo decidió marchar hacia Moscú y posteriormente a Tatarstán. Pero incluso desde allí escribió poemas para apoyar a los partisanos bielorrusos en su lucha contra el Alemania nazi. Murió misteriosamente en 1942 en Moscú, tras caer por la escalera del Hotel Moskva. La muerte fue considerada oficialmente como un accidente, pero aún ahora persisten las especulaciones sobre un suicidio o un asesinato.
Kupala se convirtió en símbolo de la cultura bielorrusa durante la era soviética. Un museo, creado en Minsk gracias a los esfuerzos de su viuda en 1945, es el museo literario más importante de Bielorrusia. La ciudad occidental de Hrodna es la sede de la Universidad estatal Yanka Kupala, fundada en 1978.

## Obras destacadas
Algunas de sus obras más destacadas son:
- Mahila lva (Магіла льва, 'La tumba del león', 1913)
- Raskidánaye hniazdo  (Раскіданае гняздо, 'El nido destruido', 1913)
- Alesia (Алеся, 1935)
- Ad sertsa (Ад сэрца, 'De todo corazón', 1940)